# 소모성 우주발사체

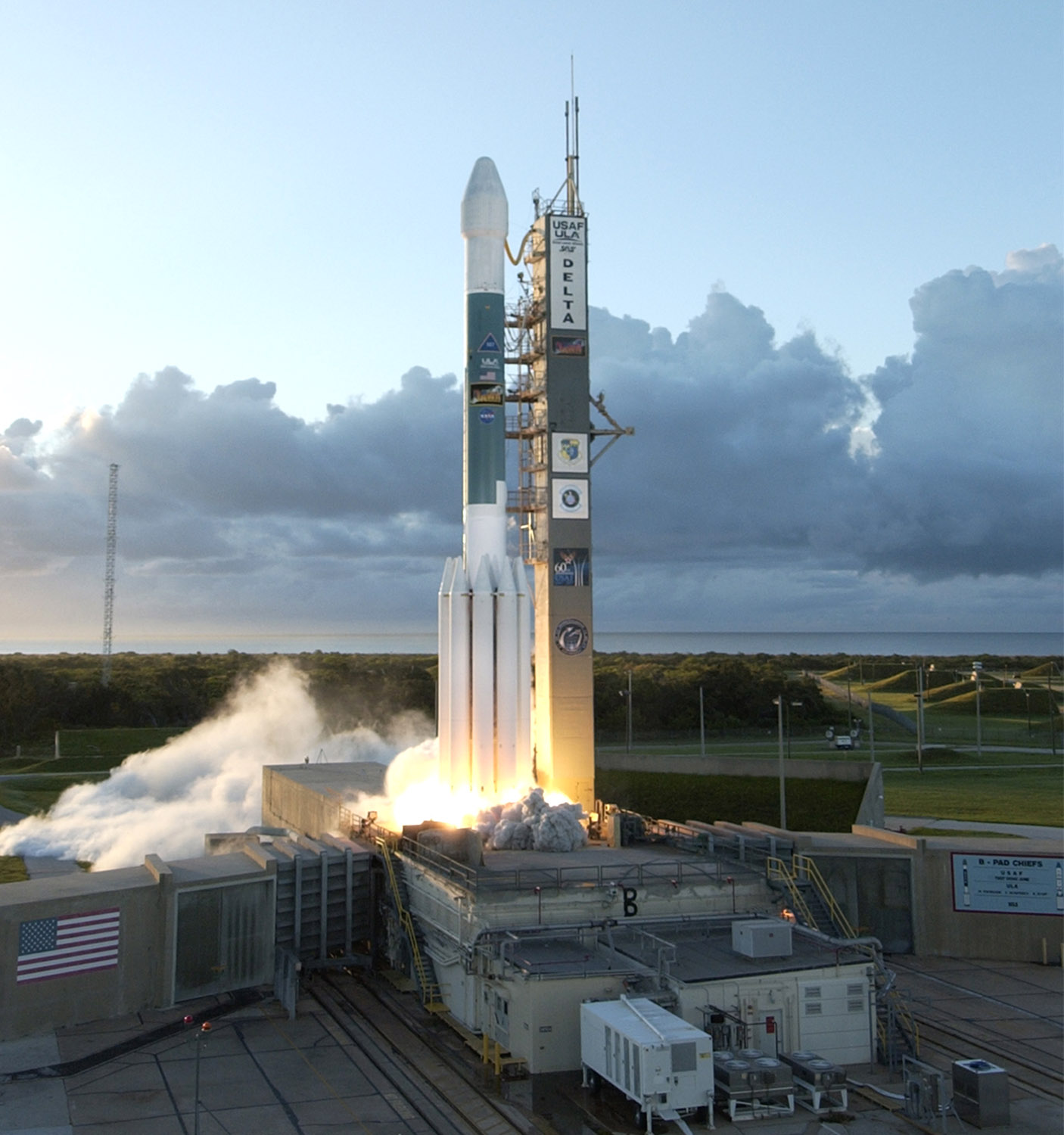
델타 2호 ELV가 발사되고 있다.

소모성 우주 발사체(ELV: Expendable Launch Vehicle)는 1회만 발사할 수 있는 우주 로켓을 말한다.
우주왕복선,스페이스 엑스 팔콘시리즈 같은 재사용 가능 우주발사체(RLV: Reusable Launch Vehicle)와 대비된다.

## 개요
우주 개발 초기 단계부터 거의 모든 로켓은 다단식 일회용 로켓이었다. 대기권 재돌입이나 기체 재정비가 원활해짐에 따라서 재사용 발사체에 비해서 ELV는 많이 이용되지 않는다.
일회용 개념이 주목받게 된 것은, 일회용 로켓에 소요되는 고비용이 주목받게 되고부터이다. 고가의 로켓을 재사용해 총 소요 비용을 절감할 수 있는 재사용 가능 우주발사체(RLV)의 개념이 생겨났고, 이것과 대비에 의해 ELV라고 불리게 되었다.
ELV는 장기간의 기술 개발에 의해 신뢰성이 높고, 비용 문제도 어느 정도에서 억제되어 있는 것으로 봐서, 기술적 부족과 개발 진척, 그 동안에 소요되는 비용과 재정비 비용이 들어 저비용이라고는 할 수 있는 RLV와 비교되어, 21세기 초반에도 인공 위성 발사 등의 주요 수단이 되고 있었다.

## 같이 보기
- 우주발사체
- 우주선 추진
- 우주 비행